# Bagoly (heraldika)

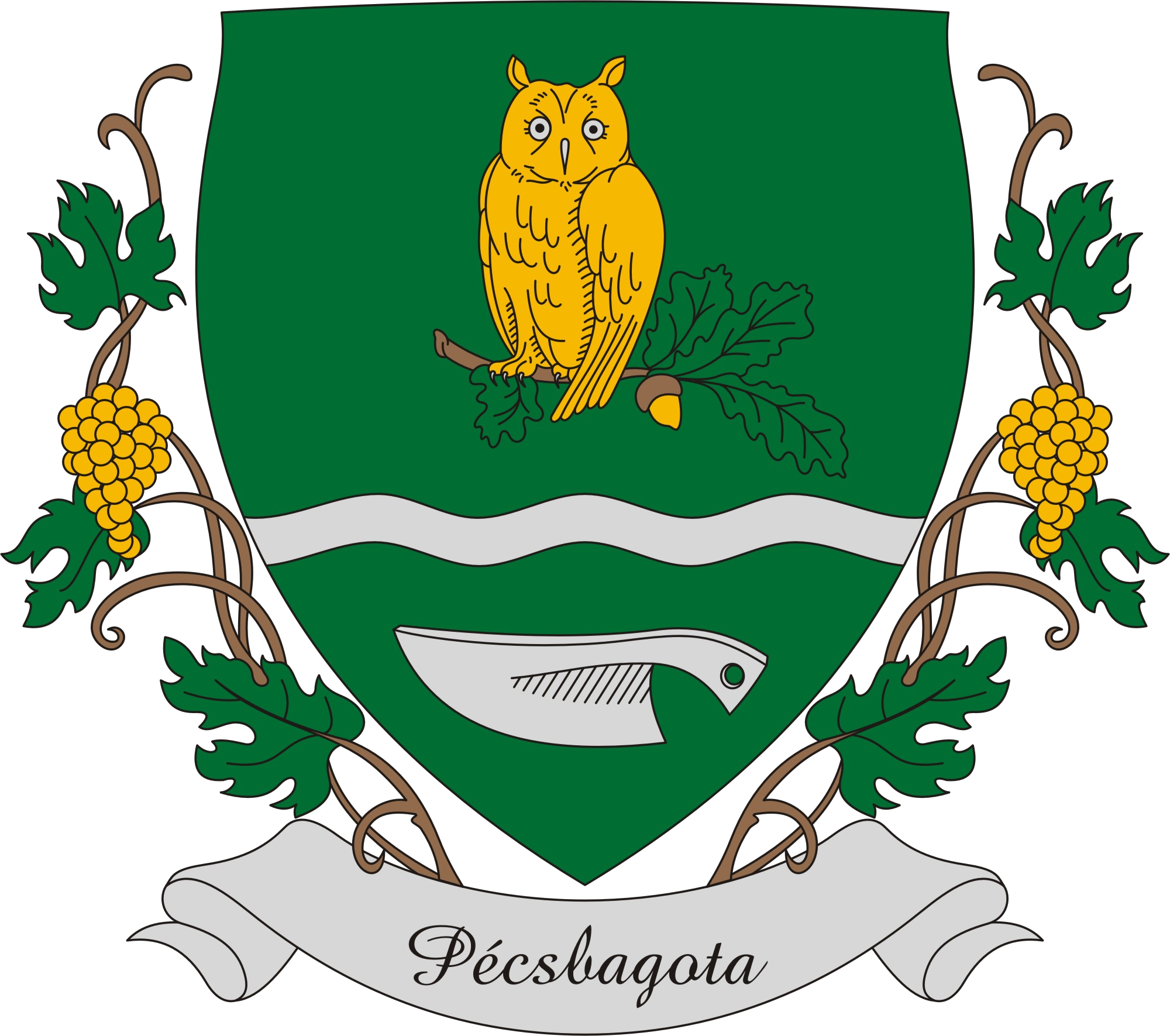
Bagoly Pécsbagota címerében

A bagoly a címertanban a címerképek közé tartozó heraldikai jelkép.
A címereken jól felismerhető jellegzetes nagy kerek fejéről és nagy szemeiről. Általában szemből ábrázolják, 
ülő helyzetben. Elsősorban az értelmiségi foglalkozású személyek és a tudósok címerében látható, hiszen az elméleti 
tudományokat éppúgy jelképezte, mint az írótoll az írástudást és az értelmiségi tevékenységet.
Névváltozatok: füles bagoly (Nagy Iván IX. 323.), bubo, noctua, ulula, eule (M. nyelvtört. I. 156.); fülesbagoly, 
asio, noctua aurita, ohreeule, uhu (M. nyelvtört. I. 156.); siró bagoly, strix funerea, todteneule (M. nyelvtört. I. 156.)      
„Nehéz felvigyázni annak affélével, a ki a bagjot is meggyőzi szemével.” [Gyöngyösi István: Charichia. Buda 1763. (1. kiad. 
1700.)] (M. nyelvtört. I. 156.)

Rövidítések:
A korai heraldikában csak ritkán fordul elő. A Schenek István címerében látható „bölcs bagoly” a tudomány jelképe. A felsőteszéri Hoffauer család címerében hármas halmon álló bagoly van. Látható a bagoly Koháry-Coburg hercegek egykori tulajdonát képező  vasmű címerének címersátorán is (mint a „kovácsok madara”).      

## A bagoly szimbolikája
A bagoly a bölcsesség, az alvilág, a rejtett dolgok jelképe, a halál hírnöke. A keltáknál a kovácsok szent madara, a kereszténységben a boszorkányok madara volt.